# Associazione Sportiva Roma 1985-1986
Questa voce raccoglie le informazioni riguardanti l'Associazione Sportiva Roma nelle competizioni ufficiali della stagione 1985-1986.

## Stagione
(Adalberto Bortolotti, 23 aprile 1986)

Il neoacquisto Zbigniew Boniek

Agevolata dalla mancanza di impegni continentali, la formazione capitolina supera senza problemi la fase eliminatoria della Coppa Italia per poi dare vita in campionato a una «corsa scudetto» con la Juventus. A far pendere l'ago della bilancia in favore dei bianconeri sono la vittoria nello scontro diretto di Torino (3-1) nonché il vantaggio fatto registrare al giro di boa, ovvero un distacco di 8 punti: i giallorossi sono terzi in compagnia dell'Inter, a −2 dal Napoli.
Un generoso tentativo di rimonta, caratterizzato dalle reti di Pruzzo, riaccende le speranze: la Roma "restituisce", inoltre, ai bianconeri un 3-0 nella sfida di ritorno all'Olimpico. Il successivo crollo dei piemontesi in quel di Firenze comporta l'aggancio, alla quota di 41 punti, a tre giornate dalla conclusione. Gli equilibri del campionato sono minati dalla penultima domenica, in cui l'Olimpico deve assistere all'inopinata sconfitta – l'unica casalinga di questo torneo – per 2-3 contro un già retrocesso Lecce: nello stesso turno, la Juventus piega il Milan riprendendo il comando solitario. Perdendo anche sul terreno del Como, i giallorossi finiscono a 4 punti dai bianconeri che proprio a Lecce vincono il loro 22º tricolore.

Dino Viola posa con il trofeo della Coppa Italia 1985-1986, la quarta e ultima vinta dalla Roma sotto la sua presidenza.

Il fatto che i salentini prima battano la Roma e poi perdano con la Juventus nella gara decisiva fa gridare i più allo scandalo (tesi rafforzata dallo scoppio del Totonero-bis proprio nel 1986), ma le indagini non rilevano alcun elemento riconducibile a tentativi di combine. Svanito il possibile scudetto, la tifoseria può consolarsi con la vittoria della coppa nazionale: il trofeo è strappato agli stessi detentori, la Sampdoria, grazie al risultato complessivo di 3-2 in una finale caratterizzata dalle assenze di svariati giocatori a causa del mondiale di calcio in Messico.

## Divise e sponsor
Lo sponsor tecnico è Robe di Kappa, mentre lo sponsor ufficiale è Barilla. La prima divisa è costituita da maglia rossa con colletto a polo giallo, pantaloncini rossi e calzettoni rossi bordati di giallo. In trasferta i Lupi usano una maglia bianca con colletto a polo rosso, pantaloncini bianchi, calzettoni bianchi bordati di rosso. I portieri usano divise costituite pantaloncini e calzettoni neri abbinati a maglie con colletto a polo azzurre e grigie con decorazioni nere e rosse.
| Casa | Trasferta | 1ª portiere | 2ª portiere |

## Organigramma societario
Di seguito l'organigramma societario.
Area direttiva
- Presidente: Dino Viola
- Segretario generale: Lino Raule

Area tecnica
- Segretario sportivo: Giorgio Perinetti
- Direttore tecnico: Sven-Göran Eriksson
- Allenatore: Angelo Benedicto Sormani

Area sanitaria
- Medico sociale: Ernesto Alicicco

## Rosa
Di seguito la rosa.
| N. |                    | Ruolo | Calciatore                 |
| -- | ------------------ | ----- | -------------------------- |
|    | Italia (bandiera)  | P     | Attilio Gregori            |
|    | Italia (bandiera)  | P     | Pietro Santinelli          |
|    | Italia (bandiera)  | P     | Franco Tancredi            |
|    | Italia (bandiera)  | D     | Guido Belardinelli         |
|    | Italia (bandiera)  | D     | Dario Bonetti              |
|    | Italia (bandiera)  | D     | Settimio Lucci             |
|    | Italia (bandiera)  | D     | Paolo Mastrantonio         |
|    | Italia (bandiera)  | D     | Sebastiano Nela            |
|    | Italia (bandiera)  | D     | Emidio Oddi                |
|    | Italia (bandiera)  | D     | Paolo Petitti              |
|    | Italia (bandiera)  | D     | Ubaldo Righetti            |
|    | Italia (bandiera)  | C     | Carlo Ancelotti (capitano) |
|    | Italia (bandiera)  | C     | Vincenzo Bencivenga        |
|    | Polonia (bandiera) | C     | Zbigniew Boniek            |

| N. |                    | Ruolo | Calciatore          |
| -- | ------------------ | ----- | ------------------- |
|    | Brasile (bandiera) | C     | Toninho Cerezo      |
|    | Italia (bandiera)  | C     | Bruno Conti         |
|    | Italia (bandiera)  | C     | Antonio Di Carlo    |
|    | Italia (bandiera)  | C     | Stefano Desideri    |
|    | Italia (bandiera)  | C     | Manuel Gerolin      |
|    | Italia (bandiera)  | C     | Antonio Gespi       |
|    | Italia (bandiera)  | C     | Giuseppe Giannini   |
|    | Italia (bandiera)  | C     | Stefano Impallomeni |
|    | Italia (bandiera)  | C     | Fabio Petiti        |
|    | Italia (bandiera)  | A     | Francesco Graziani  |
|    | Italia (bandiera)  | A     | Stefano Papa        |
|    | Italia (bandiera)  | A     | Roberto Pruzzo      |
|    | Italia (bandiera)  | A     | Sandro Tovalieri    |

## Calciomercato
Di seguito il calciomercato.

### Sessione estiva
| Acquisti | Acquisti             | Acquisti | Acquisti             |
| R.       | Nome                 | da       | Modalità             |
| -------- | -------------------- | -------- | -------------------- |
| P        | Attilio Gregori      | Reggiana | definitivo           |
| P        | Marco Savorani       | Piacenza | fine prestito        |
| C        | Zbigniew Boniek      | Juventus | definitivo (3 mld £) |
| C        | Stefano Desideri     | Piacenza | fine prestito        |
| C        | Manuel Gerolin       | Udinese  | definitivo           |
| C        | Mark Tullio Strukelj | Pisa     | fine prestito        |
| A        | Sandro Tovalieri     | Arezzo   | fine prestito        |

| Cessioni | Cessioni             | Cessioni   | Cessioni              |
| R.       | Nome                 | a          | Modalità              |
| -------- | -------------------- | ---------- | --------------------- |
| P        | Astutillo Malgioglio | Lazio      | definitivo            |
| P        | Pietro Pappalardo    | Cagliari   | definitivo            |
| D        | Roberto Fois         | Venezia    | definitivo            |
| D        | Aldo Maldera         | Fiorentina | definitivo            |
| D        | Stefano Mattiuzzo    | ?          |                       |
| P        | Marco Savorani       | Lodigiani  | definitivo            |
| D        | Maurizio Vincioni    | Ancona     | definitivo            |
| C        | Ruben Buriani        | Napoli     | definitivo            |
| C        | Odoacre Chierico     | Udinese    | definitivo            |
| C        | Angelo Di Livio      | Reggiana   | prestito              |
| C        | Paulo Roberto Falcão | -          | risoluzione contratto |
| C        | Marco Pizzoni        | Atalanta   | definitivo            |
| C        | Mark Tullio Strukelj | Pisa       | definitivo            |
| A        | Roberto Antonelli    | Genoa      | fine prestito         |
| A        | Maurizio Iorio       | Fiorentina | definitivo (4 mld £)  |
| A        | Stefano Sgherri      | Barletta   | definitivo            |

### Sessione autunnale
| Acquisti | Acquisti | Acquisti | Acquisti |
| R.       | Nome     | da       | Modalità |
| -------- | -------- | -------- | -------- |

| Cessioni | Cessioni      | Cessioni | Cessioni   |
| R.       | Nome          | a        | Modalità   |
| -------- | ------------- | -------- | ---------- |
| C        | Paolo Petitti | Perugia  | definitivo |

## Risultati

### Serie A

#### Girone di andata
| Arbitro: | Mattei (Macerata) |

|            |           |                     |
| Magrin 90’ | Marcatori | 33’ Pruzzo 77’ Nela |

| Arbitro: | Pezzella (Frattamaggiore) |

|              |           |  |
| Giannini 33’ | Marcatori |  |

| Arbitro: | D'Elia (Salerno) |

|                    |           |  |
| Rideout 60’, 90+3’ | Marcatori |  |

| Arbitro: | Pieri (Genova) |

|                     |           |               |
| Maradona 51’ (rig.) | Marcatori | 37’ Tovalieri |

| Arbitro: | Lo Bello (Siracusa) |

|                            |           |  |
| B. Conti 41’ Tovalieri 89’ | Marcatori |  |

| Arbitro: | Casarin (Milano) |

|          |           |  |
| Díaz 64’ | Marcatori |  |

| Arbitro: | Mattei (Macerata) |

|                 |           |             |
| Cerezo 23’, 76’ | Marcatori | 46’ Massaro |

| Arbitro: | Agnolin (Bassano del Grappa) |

|                              |           |            |
| Altobelli 23’ Rummenigge 68’ | Marcatori | 79’ Boniek |

| Arbitro: | Magni (Bergamo) |

|                                |           |                   |
| M. Ferroni 42’ (aut.) Nela 62’ | Marcatori | 31’ Elkjær Larsen |

| Arbitro: | Lo Bello (Siracusa) |

|                                     |           |                   |
| M. Mauro 11’ Laudrup 59’ Serena 71’ | Marcatori | 37’ (rig.) Pruzzo |

| Arbitro: | Pieri (Genova) |

|                        |           |                   |
| B. Conti 5’ Cerezo 35’ | Marcatori | 26’ (rig.) Virdis |

| Arbitro: | Paparesta (Bari) |

|             |           |  |
| Mannini 76’ | Marcatori |  |

| Arbitro: | Mattei (Macerata) |

|                   |           |  |
| Boniek 26’ (rig.) | Marcatori |  |

| Arbitro: | Redini (Pisa) |

|  |           |                                         |
|  | Marcatori | 58’ D. Bonetti 64’ Boniek 89’ Tovalieri |

| Roma 22 dicembre 1985, ore 14:30 15ª giornata | Roma                      | 0 – 0 referto | Como | Stadio Olimpico\| Arbitro: \| Pezzella (Frattamaggiore) \| |
| Arbitro:                                      | Pezzella (Frattamaggiore) |               |      |                                                            |

#### Girone di ritorno
| Arbitro: | Pairetto (Torino) |

|                                         |           |  |
| Boniek 44’, 60’ Giannini 72’ Pruzzo 77’ | Marcatori |  |

| Arbitro: | Lanese (Messina) |

|  |           |                       |
|  | Marcatori | 32’ Boniek 69’ Pruzzo |

| Arbitro: | Lombardo (Marsala) |

|                          |           |                  |
| Pruzzo 20’, 90+2’ (rig.) | Marcatori | 12’ A. Piraccini |

| Arbitro: | Magni (Bergamo) |

|                        |           |  |
| Gerolin 41’ Boniek 61’ | Marcatori |  |

| Arbitro: | Pieri (Genova) |

|  |           |            |
|  | Marcatori | 35’ Pruzzo |

| Arbitro: | Lanese (Messina) |

|                                              |           |          |
| Pruzzo 14’ (rig.), 57’, 69’, 88’, 89’ (rig.) | Marcatori | 27’ Díaz |

| Arbitro: | Mattei (Macerata) |

|                   |           |            |
| Boniek 57’ (aut.) | Marcatori | 22’ Pruzzo |

| Arbitro: | Redini (Pisa) |

|                                  |           |                |
| F. Graziani 22’, 32’ Gerolin 84’ | Marcatori | 61’ Rummenigge |

| Arbitro: | D'Elia (Salerno) |

|                                                 |           |                 |
| Di Gennaro 24’ Galderisi 49’ (rig.) Briegel 90’ | Marcatori | 22’, 29’ Pruzzo |

| Arbitro: | Agnolin (Bassano del Grappa) |

|                                      |           |  |
| F. Graziani 3’ Pruzzo 28’ Cerezo 84’ | Marcatori |  |

| Arbitro: | Pieri (Genova) |

|  |           |            |
|  | Marcatori | 68’ Pruzzo |

| Arbitro: | Magni (Bergamo) |

|                 |           |  |
| F. Graziani 74’ | Marcatori |  |

| Arbitro: | Agnolin (Bassano del Grappa) |

|                         |           |                                                                 |
| Kieft 32’ Volpecina 43’ | Marcatori | 24’ (aut.) Volpecina 54’ (aut.) Caneo 56’ D. Bonetti 80’ Pruzzo |

| Arbitro: | Lo Bello (Siracusa) |

|                           |           |                                         |
| F. Graziani 6’ Pruzzo 81’ | Marcatori | 33’ A. Di Chiara 40’ (rig.), 52’ Barbas |

| Arbitro: | Lanese (Messina) |

|                 |           |  |
| Corneliusson 1’ | Marcatori |  |

### Coppa Italia

#### Primo turno
| Arbitro: | Magni (Bergamo) |

|           |           |  |
| Orati 33’ | Marcatori |  |

| Arbitro: | Lombardo (Marsala) |

|                                                     |           |          |
| Pruzzo 21’ Masi 52’ (aut.) Boniek 63’ Tovalieri 72’ | Marcatori | 78’ Soda |

| Arbitro: | D'Elia (Salerno) |

|                        |           |  |
| Tovalieri 5’, 53’, 68’ | Marcatori |  |

| Campobasso 1º settembre 1985, ore 20:30 4ª giornata | Campobasso        | 0 – 0 referto | Roma | Stadio Giovanni Romagnoli\| Arbitro: \| Pairetto (Torino) \| |
| Arbitro:                                            | Pairetto (Torino) |               |      |                                                              |

| Arbitro: | Casarin (Milano) |

|  |           |                                       |
|  | Marcatori | 13’ Cerezo 17’ Giannini 40’ Tovalieri |

#### Fase finale
| Arbitro: | Bianciardi (Siena) |

|                           |           |  |
| Desideri 29’ Di Carlo 53’ | Marcatori |  |

| Arbitro: | Redini (Pisa) |

|                                      |           |                 |
| Piovanelli 60’ D. Bonetti 80’ (aut.) | Marcatori | 21’ F. Graziani |

| Arbitro: | Agnolin (Bassano del Grappa) |

|                                   |           |  |
| Desideri 15’ (rig.) Tovalieri 29’ | Marcatori |  |

| Arbitro: | Lo Bello (Siracusa) |

|                               |           |              |
| Brady 17’ (rig.) Mandelli 74’ | Marcatori | 44’ Giannini |

| Arbitro: | Pieri (Genova) |

|                               |           |  |
| U. Righetti 14’ Tovalieri 17’ | Marcatori |  |

| Arbitro: | Lanese (Messina) |

|             |           |              |
| Monelli 49’ | Marcatori | 45’ Giannini |

| Arbitro: | Casarin (Milano) |

|                       |           |               |
| Mancini 19’ Galia 67’ | Marcatori | 44’ Tovalieri |

| Arbitro: | Lanese (Messina) |

|                                |           |  |
| Desideri 44’ (rig.) Cerezo 90’ | Marcatori |  |

## Statistiche
Di seguito le statistiche di squadra.

### Statistiche di squadra
| Competizione | Punti | In casa | In casa | In casa | In casa | In casa | In casa | In trasferta | In trasferta | In trasferta | In trasferta | In trasferta | In trasferta | Totale | Totale | Totale | Totale | Totale | Totale | D.R. |
| Competizione | Punti | G       | V       | N       | P       | Gf      | Gs      | G            | V            | N            | P            | Gf           | Gs           | G      | V      | N      | P      | Gf     | Gs     | D.R. |
| ------------ | ----- | ------- | ------- | ------- | ------- | ------- | ------- | ------------ | ------------ | ------------ | ------------ | ------------ | ------------ | ------ | ------ | ------ | ------ | ------ | ------ | ---- |
| Serie A      | 41    | 15      | 13      | 1       | 1       | 32      | 9       | 15           | 6            | 2            | 7            | 19           | 18           | 30     | 19     | 3      | 8      | 51     | 27     | +24  |
| Coppa Italia | -     | 6       | 6       | 0       | 0       | 15      | 1       | 7            | 1            | 2            | 4            | 7            | 8            | 13     | 7      | 2      | 4      | 22     | 9      | +13  |
| Totale       |       | 21      | 19      | 1       | 1       | 47      | 10      | 22           | 7            | 4            | 11           | 26           | 26           | 43     | 26     | 5      | 12     | 72     | 36     | +37  |

### Andamento in campionato
| Giornata  | 1 | 2 | 3 | 4 | 5 | 6 | 7 | 8 | 9 | 10 | 11 | 12 | 13 | 14 | 15 | 16 | 17 | 18 | 19 | 20 | 21 | 22 | 23 | 24 | 25 | 26 | 27 | 28 | 29 | 30 |
| --------- | - | - | - | - | - | - | - | - | - | -- | -- | -- | -- | -- | -- | -- | -- | -- | -- | -- | -- | -- | -- | -- | -- | -- | -- | -- | -- | -- |
| Luogo     | T | C | T | T | C | T | C | T | C | T  | C  | T  | C  | T  | C  | C  | T  | C  | C  | T  | C  | T  | C  | T  | C  | T  | C  | T  | C  | T  |
| Risultato | V | V | P | N | V | P | V | P | V | P  | V  | P  | V  | V  | N  | V  | V  | V  | V  | V  | V  | N  | V  | P  | V  | V  | V  | V  | P  | P  |
| Posizione | 1 | 1 | 3 | 6 | 2 | 6 | 5 | 5 | 5 | 6  | 5  | 6  | 4  | 3  | 3  | 3  | 2  | 2  | 2  | 2  | 2  | 2  | 2  | 2  | 2  | 2  | 2  | 1  | 2  | 2  |

Legenda:

Luogo: C = Casa; T = Trasferta. Risultato: V = Vittoria; N = Pareggio; P = Sconfitta.

### Statistiche dei giocatori
Desunte dai tabellini del Corriere dello Sport, de L'Unità e de La Stampa.
| Giocatore       | Serie A  | Serie A | Coppa Italia | Coppa Italia | Totale   | Totale |
| Giocatore       | Presenze | Reti    | Presenze     | Reti         | Presenze | Reti   |
| --------------- | -------- | ------- | ------------ | ------------ | -------- | ------ |
| A. Gregori      | 0        | -0      | 7            | -6           | 7        | -6     |
| P. Santinelli   | -        | -       | 0            | -0           | 0        | -0     |
| F. Tancredi     | 30       | -27     | 7            | -3           | 37       | -30    |
| G. Belardinelli | -        | -       | -            | -            | -        | -      |
| D. Bonetti      | 22       | 2       | 3            | 0            | 25       | 2      |
| S. Lucci        | 9        | 0       | 10           | 0            | 19       | 0      |
| P. Mastrantonio | 0        | 0       | 3            | 0            | 3        | 0      |
| S. Nela         | 28       | 2       | 7            | 0            | 35       | 2      |
| E. Oddi         | 27       | 0       | 13           | 0            | 40       | 0      |
| P. Petitti      | -        | -       | 0            | 0            | 0        | 0      |
| U. Righetti     | 23       | 0       | 12           | 1            | 35       | 1      |
| C. Ancelotti    | 29       | 0       | 4            | 0            | 33       | 0      |
| V. Bencivenga   | -        | -       | 2            | 0            | 2        | 0      |
| Z. Boniek       | 29       | 7       | 5            | 1            | 34       | 8      |
| T. Cerezo       | 18       | 4       | 6            | 2            | 24       | 6      |
| B. Conti        | 24       | 2       | 7            | 0            | 31       | 2      |
| A. Di Carlo     | 19       | 0       | 12           | 1            | 31       | 1      |
| S. Desideri     | 7        | 0       | 9            | 3            | 16       | 3      |
| M. Gerolin      | 27       | 2       | 9            | 0            | 36       | 2      |
| A. Gespi        | -        | -       | 1            | 0            | 1        | 0      |
| G. Giannini     | 22       | 2       | 13           | 3            | 35       | 5      |
| S. Impallomeni  | 0        | 0       | 6            | 0            | 6        | 0      |
| F. Petiti       | 0        | 0       | 1            | 0            | 1        | 0      |
| F. Graziani     | 14       | 5       | 10           | 1            | 24       | 6      |
| S. Papa         | -        | -       | -            | -            | -        | -      |
| R. Pruzzo       | 24       | 19      | 9            | 1            | 33       | 20     |
| S. Tovalieri    | 22       | 3       | 11           | 8            | 33       | 11     |

## Giovanili

### Piazzamenti
- Primavera:
  - Campionato Primavera
  - Coppa Italia Primavera
  - Torneo di Viareggio: Quarti di finale

### Videografia
- Manuela Romano (a cura di), La storia della A.S. Roma (10 DVD-Video), Corriere dello Sport, Rai Trade, 2006.